# Curvatura media
In geometria differenziale, la curvatura media {\displaystyle H} di una superficie {\displaystyle S} è una misura della curvatura della superficie in un punto. 
La curvatura media è definita come la media aritmetica delle curvature principali nel punto. È una quantità che, a differenza della curvatura gaussiana (definita come il prodotto di queste), misura la curvatura estrinseca della superficie: è cioè dipendente dal modo in cui la superficie è posta nello spazio.
Le superfici a curvatura media nulla sono dette superfici minime, e compaiono in natura ad esempio immergendo nell'acqua saponata un telaietto metallico di forma arbitraria. 

## Definizione
Sia {\displaystyle S} una superficie nello spazio euclideo {\displaystyle \mathbb {R} ^{3}}. La superficie deve essere sufficientemente regolare affinché le curvature principali siano definite.

### Curvature principali
La curvatura media di {\displaystyle S} in un punto {\displaystyle P} è la media aritmetica {\displaystyle (k_{1}+k_{2})/2} delle curvature principali {\displaystyle k_{1}} e {\displaystyle k_{2}} nel punto. 
Se indichiamo con {\displaystyle R_{1}=1/k_{1}} e {\displaystyle R_{2}=1/k_{2}} i raggi corrispondenti alle curvature principali, allora possiamo scrivere che:
{\displaystyle H={\frac {1}{2}}\left({\frac {1}{R_{1}}}+{\frac {1}{R_{2}}}\right)={\frac {R_{1}+R_{2}}{2R_{1}R_{2}}}}
ossia, che l'inverso della curvatura media è pari alla media armonica dei raggi di curvatura principale. Inoltre, possiamo riscrivere la curvatura media nei termini di quella gaussiana (K):
{\displaystyle H={\frac {1}{2}}(R_{1}+R_{2})K}

### Hessiano
La curvatura media può essere definita più concretamente nel modo seguente. Con una rotazione, la superficie può essere trasformata in modo che il piano tangente in {\displaystyle P} sia orizzontale. Vicino a {\displaystyle P}, la superficie è il grafico di una funzione
{\displaystyle f:A\to \mathbb {R} }
definita su un insieme aperto {\displaystyle A} di {\displaystyle \mathbb {R} ^{2}}. Quindi {\displaystyle P} ha coordinate {\displaystyle (x,y,f(x,y))}. Poiché il piano tangente è orizzontale, questa funzione ha gradiente nullo. La curvatura media in {\displaystyle P} è quindi definita come la traccia dell'hessiano di {\displaystyle f} in {\displaystyle (x,y)}. Perché questa definizione abbia senso, la funzione deve essere differenziabile almeno due volte: l'hessiano è infatti la matrice simmetrica {\displaystyle 2\times 2} data dalle derivate parziali seconde di {\displaystyle f}.

### Segno
In entrambe le definizioni, il segno della curvatura media dipende dalla scelta di una normale alla superficie nel punto.

## Esempi

### Curvatura costante
Il piano e la sfera di raggio {\displaystyle r} hanno curvature principali costanti {\displaystyle k} per ogni punto, con {\displaystyle k=0} nel piano e {\displaystyle k=1/r} nella sfera. Queste superfici hanno quindi curvatura media costante {\displaystyle k}.

### Piano e cilindro
Il piano ed il cilindro hanno entrambe curvatura gaussiana nulla, ma hanno curvature medie differenti. Il piano ha curvatura media nulla, mentre il cilindro di raggio {\displaystyle r} ha curvature direzionali {\displaystyle 0} e {\displaystyle 1/r} e la sua curvatura media è quindi {\displaystyle 1/(2r)}. 
Arrotolando un foglio di carta, si modifica la sua forma nello spazio (quindi cambiano le curvature estrinseche come la curvatura media) ma resta invariata la curvatura gaussiana (che dipende dalla metrica intrinseca, cioè soltanto dalla prima forma fondamentale, cioè dal tensore metrico sulla superficie).

### Esempio puntuale

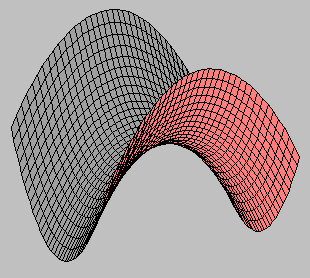
Il paraboloide iperbolico
ha curvatura media nulla nell'origine.

La funzione 
{\displaystyle f(x,y)=ax^{2}+by^{2}}
ha gradiente {\displaystyle (2ax,2by)}. Il gradiente è nullo nell'origine, e quindi la curvatura media del grafico {\displaystyle X} di {\displaystyle f} in {\displaystyle (0,0)} è la traccia dell'hessiano. L'hessiano è
{\displaystyle {\begin{pmatrix}2a&0\\0&2b\end{pmatrix}}}
e la sua traccia è {\displaystyle 2(a+b)}. La curvatura media di {\displaystyle X} in {\displaystyle (0,0)} è quindi {\displaystyle 2(a+b)}. Questa è ad esempio nulla in presenza di un punto di sella, ove {\displaystyle a+b=0}.
Questo metodo per calcolare la curvatura è però funzionante solo in {\displaystyle (0,0)}, dove il gradiente si annulla.